# 仲村修
仲村 修（なかむら おさむ、1949年 - ）は、日本の朝鮮文学者。

## 略歴
岡山県生まれ。岡山大学卒、大阪外国語大学朝鮮語科専攻科卒業。神戸市職員となり、神戸市立中学校教師をへて韓国仁荷大学大学院修士課程修了。
1997年『韓国・朝鮮児童文学評論集』で日本児童文学学会奨励賞受賞。オリニの会・オリニほんやく会主宰。日本児童文学者協会・日本児童文学学会・朝鮮学会会員。

## 翻訳など
- 『ヘラン江のながれる街』（朴洪根、新幹社） 1992
- 『ユガンスン 朝鮮のジャンヌ・ダルク』（金石出絵、ソウル書林） 1993
- 『韓国・朝鮮児童文学評論集』（編訳、明石書店） 1997
- 『子どもたちの朝鮮戦争 ユギオ6.25』（李元寿ほか、編訳、素人社、コリア児童文学選） 1998
- 『わら屋根のある村』（権正生、吉村はんな画、てらいんく） 1998
- 『日本がでてくる韓国童話集』（魚孝善ほか、オリニ翻訳会共編訳、金愛子画、素人社、コリア児童文学選） 1999
- 『愛の韓国童話集』（李周洪ほか、編、オリニほんやく会訳、李康碩画、素人社、コリア児童文学選、韓国現代童話集） 2001
- 『黄牛のおくりもの』（クォン・ジョンセン作、チョン・スンガク絵、いのちのことば社、フォレストブックス） 2003
- 『鬼神のすむ家』（オリニ翻訳会共編訳、素人社、コリア児童文学選、韓国現代童話集） 2005
- 『こだぬきさんちのはるむかえ』（クォン・ジョンセン作、ソン・ジンホン絵、いのちのことば社、フォレストブックス） 2005
- 『韓国昔ばなし』（徐正五再話、白水社） 2006
- 『韓国古典文学の愉しみ』（編、オリニ翻訳会訳、白水社） 2010